# منتخب الأوروغواي لكرة الصالات
منتخب الأوروغواي الوطني لكرة قدم الصالات (بالإسبانية: Selección de fútbol sala de Uruguay) هو ممثل الأوروغواي الرسمي في المنافسات الدولية في كرة الصالات .